# Евишев, Григорий Лукьянович
Григорий Лукьянович Евишев (1912—1976) — старшина Рабоче-крестьянской Красной Армии, участник Великой Отечественной войны, Герой Советского Союза (1944).

## Биография
Родился 17 ноября 1912 года в селе Адашево (ныне — Кадошкинский район Мордовии) в крестьянской семье. Получил начальное образование, после чего работал в колхозе. В 1934—1938 годах проходил службу в Рабоче-крестьянской Красной Армии, участвовал в боях у озера Хасан. После демобилизации работал на одной из шахт города Сучан (ныне — город Партизанск Приморского края). В 1941 году повторно был призван в армию. С июня того же года — на фронтах Великой Отечественной войны. К октябрю 1943 года сержант Григорий Евишев командовал орудием 529-го стрелкового полка 163-й стрелковой дивизии 38-й армии Воронежского фронта. Отличился во время освобождения Киевской области Украинской ССР.
11 октября 1943 года во время боёв за освобождение села Гута-Межигорская Вышгородского района расчёт Григория Евишева уничтожил четыре и подавил огонь ещё двух огневых точек противника. 17 октября в районе хутора Яблонка расчёт принял активное участие в отражении ряда контратак вражеских пехоты и танков. Заменив собой выбывшего из строя наводчика, лично подбил два немецких танка и уничтожил две автомашины с боеприпасами.
Указом Президиума Верховного Совета СССР «О присвоении звания Героя Советского Союза генералам, офицерскому, сержантскому и рядовому составу Красной Армии» от 10 января 1944 года за «образцовое выполнение боевых заданий командования на фронте борьбы с немецко-фашистскими захватчиками и проявленные при этом отвагу и геройство» был удостоен высокого звания Героя Советского Союза с вручением ордена Ленина и медали «Золотая Звезда».
В 1945 году был демобилизован в звании старшины. Вернулся в родное село, работал в колхозе. Скончался 27 марта 1976 года.
Был также награждён орденами Отечественной войны 2-й степени и Красной Звезды, рядом медалей.